# Heteromeringia czernyi
Heteromeringia czernyi är en tvåvingeart som beskrevs av Kertesz 1903. Heteromeringia czernyi ingår i släktet Heteromeringia och familjen träflugor. Inga underarter finns listade i Catalogue of Life.